# Kvaternion
V matematice jsou kvaterniony (z lat. quaternion, čtveřice) rozšířením oboru komplexních čísel. Jsou nekomutativní a lze je definovat jako uspořádané čtveřice reálných čísel se speciálně definovanými operacemi sčítání a násobení.
Poprvé byly kvaterniony popsány Williamem Rowanem Hamiltonem v roce 1843 a na jeho počest se obvykle označují počátečním písmenem jeho příjmení {\displaystyle \mathbb {H} }. Nejdříve byly považovány za nevhodný a uměle vykonstruovaný objekt, protože u nich neplatí komutativní zákon, postupně ale našly uplatnění jak v teoretické fyzice, tak v aplikované matematice (nyní jsou obvykle pohodlně vystihnuty maticovým počtem, mnohdy za jistou cenu i pomocí vektorů).

## Definice
Zatímco komplexní čísla jsou vytvořena z reálných čísel přidáním prvku i splňujícího i2 = −1, kvaterniony jsou vytvořeny přidáním prvků i, j a k tak, že jsou splněny následující vztahy.
{\displaystyle i^{2}=j^{2}=k^{2}=ijk=-1,}
Z nich plyne:
{\displaystyle {\begin{matrix}ij&=&k,&&&&ji&=&-k,\\jk&=&i,&&&&kj&=&-i,\\ki&=&j,&&&&ik&=&-j.\end{matrix}}}
Každý kvaternion je lineární kombinací prvků 1, i, j a k, což znamená, že jej lze psát jako a + bi + cj + dk, kde a, b, c a d jsou reálná čísla.

### Příklad
Nechť
{\displaystyle {\begin{matrix}x&=&3+i\\y&=&5i+j-2k\end{matrix}}}
Pak (při násobení se využívají vztahy uvedené výše)
{\displaystyle {\begin{matrix}x+y&=&3+6i+j-2k\\\\xy&=&(3+i)(5i+j-2k)=15i+3j-6k+5i^{2}+ij-2ik\\&=&15i+3j-6k-5+k+2j=-5+15i+5j-5k\\\end{matrix}}}

## Základní vlastnosti
Množina kvaternionů se v matematice obvykle značí písmenem {\displaystyle \mathbb {H} } (podle objevitele Hamiltona), ℍ v Unicode .
Kvaterniony jsou asociativní algebra s dělením nad tělesem reálných čísel. Je na nich definováno (pravé a levé) dělení a jako množina spolu se sčítáním, násobením a dělením tvoří těleso. Je nekomutativní, jeho centrum je {\displaystyle \mathbb {R} }.
Pro kvaternion {\displaystyle h=a+bi+cj+dk} je definován sdružený kvaternion jako {\displaystyle {\bar {h}}\equiv a-bi-cj-dk}. Platí, že součin {\displaystyle h{\bar {h}}={\bar {h}}h=a^{2}+b^{2}+c^{2}+d^{2}} je nezáporné reálné číslo a je rovno nule pouze pro nulový kvaternion {\displaystyle h=0}.
Pomocí sdruženého kvaternionu se získá inverzní prvek, ke kvaternionu {\displaystyle h} je inverzní kvaternion {\displaystyle h^{-1}={\bar {h}}/(h{\bar {h}})} (dělení reálným číslem {\displaystyle h{\bar {h}}} je definováno po složkách).
Norma kvaternionu h se definuje jako {\displaystyle |h|\equiv {\sqrt {h{\bar {h}}}}}. Norma je homomorfismus násobení, pro kvaterniony h,q platí {\displaystyle |hq|=|h||q|}. Z toho plyne, že množina kvaternionů normy 1 tvoří grupu (jádro homomorfismu). Tato množina je trojrozměrná sféra {\displaystyle S^{3}} a jako Lieova grupa je izomorfní {\displaystyle SU(2)} (Jediné sféry, které jsou i Lieovy grupy, jsou {\displaystyle S^{0}}, {\displaystyle S^{1}} a {\displaystyle S^{3}}).
Grupa automorfizmů kvaternionů je izomorfní {\displaystyle SO(3)}. Prvku {\displaystyle A\in SO(3)} se přiřadí automorfismus {\displaystyle a+\mathbf {v} \mapsto a+A\mathbf {v} }, kde {\displaystyle a\in \mathbb {R} ,\mathbf {v} \in \mathbb {R} ^{3}} a {\displaystyle a+\mathbf {v} :=a+iv^{1}+jv^{2}+kv^{3}} pro {\displaystyle \mathbf {v} =(v^{1},v^{2},v^{3})}. Podobně grupa všech automorfismů i antiautomorfismů je izomorfní grupě {\displaystyle O(3)}.
Algebra kvaternionů je izomorfní Cliffordově algebře {\displaystyle Cliff_{0,2}}.

## Příklady využití

### Rotace v ℝ³
Každý kvaternion lze zapsat ve tvaru {\displaystyle a+\mathbf {v} }, kde {\displaystyle a\in \mathbb {R} } a {\displaystyle \mathbf {v} =v_{1}i+v_{2}j+v_{3}k}, kde {\displaystyle \mathbf {v} } je vektor v {\displaystyle \mathbb {R} ^{3}}. Pro libovolný ryze imaginární kvaternion {\displaystyle \mathbf {v} } a libovolný kvaternion {\displaystyle h\neq 0} platí, že {\displaystyle h\mathbf {v} h^{-1}} je opět ryze imaginární (tedy vektor) a zobrazení {\displaystyle \mathbf {v} \mapsto h\mathbf {v} h^{-1}} je rotace v {\displaystyle \mathbb {R} ^{3}}. Můžeme se omezit na jednotkové kvaterniony {\displaystyle |h|=1}. Pak platí:
rotace kolem osy {\displaystyle \mathbf {o} } o úhel {\displaystyle \varphi } je reprezentována kvaternionem {\displaystyle h=\cos(\varphi /2)+\sin(\varphi /2)\mathbf {o} }, kde {\displaystyle \mathbf {o} } je jednotkový vektor ve směru osy o (otáčí v kladném směru, když se díváme se směru o).
Ke každé rotaci přísluší 2 jednotkové kvaterniony {\displaystyle h} a {\displaystyle -h}. To kromě jiného dokazuje, že třírozměrná sféra {\displaystyle S^{3}} je 2:1 nakrytí {\displaystyle SO(3)}.
Zároveň je to nejjednodušší způsob, jak rotace kolem nějaké osy v {\displaystyle \mathbb {R} ^{3}} spočíst (třebaže není moc známý). Podstatnou výhodou je, že skládání rotací odpovídá násobení příslušných kvaternionů. V případě mnohem známější reprezentace rotací pomocí Eulerových úhlů je skládání rotací mnohem složitější. Navíc v případě řešení dynamických úloh rotujícího tělesa mají obvykle příslušné diferenciální rovnice v případě reprezentace pomocí kvaternionů často tvar lineárních rovnic, a jejich řešení je tak relativně snadné.

### Rotace v ℝ⁴
Kvaterniony můžeme přirozeně ztotožnit s prvky prostoru {\displaystyle \mathbb {R} ^{4}}. Pro libovolnou dvojici jednotkových kvaternionů {\displaystyle h,q} je zobrazení {\displaystyle v\in \mathbb {H} \mapsto hvq\in \mathbb {H} } rotace v {\displaystyle \mathbb {R} ^{4}\simeq \mathbb {H} }. Každé rotaci {\displaystyle \mathbb {R} ^{4}} odpovídají takto právě dvě dvojice jednotkových kvaternionů {\displaystyle h,q} a {\displaystyle -h,-q}. To objasňuje strukturu grupy {\displaystyle SO(4)}: plyne z toho hned, že {\displaystyle SO(4)\simeq (S^{3}\times S^{3})/\mathbb {Z} _{2}}.

### Platónská tělesa ve čtyřrozměrném prostoru
Pomocí kvaternionů lze nalézt některá platónská tělesa ve čtyřrozměrném prostoru. Prvním faktem, který je potřeba si uvědomit je, že žádné platónské těleso se nezmění, pokud je pootočeno tak, že každý vrchol přejde do vrcholu jiného. Potom je potřeba si všimnout, že pokud je čtyřrozměrnému vektoru (a,b,c,d) přiřazen kvaternion {\displaystyle a+bi+cj+dk}, pak pokud je sada takových vektorů (kvaternionů) vynásobena jednotkovým kvaternionem, tak se všechny tyto vektory pouze otočí. (Jsou násobené jednotkovým kvaternionem, takže se nezmění jejich velikost, jen směry, a to lineárně.) V kvaternionech existují uzavřené konečné grupy vůči násobení, které mají následující členy:
- všechny permutace (±1, 0, 0, 0) (8 členů)
- předchozí grupa + 16 čtveřic (±½, ±½, ±½, ±½)
- předchozí grupa + všechny sudé permutace ½(±1, ±φ, ±1/φ, 0).

Pro každou z těchto grup tedy platí, že násobením jejich členů mezi sebou, vzniká opět prvek dané grupy. To ovšem znamená, že každá grupa představuje vrcholy nějakého platónského tělesa ve čtyřrozměrném prostoru. To proto, že právě tehdy, když jde o platónské těleso, je splněna vlastnost, že při otočení daného tělesa tak, aby se vrchol dostal do vrcholu (čemuž právě násobení jednotkovými kvaterniony z dané grupy odpovídá), zůstane těleso stejné.

## Praktické aplikace

### Robotika
Kvaterniony se často používají pro parametrizaci cílových bodů pohybových instrukcí robota společně se souřadnicemi v pravotočivém kartézském systému. Typicky jsou dostupné v ovládacím (TeachPendant) i vývojovém prostředí robotů a jsou součástí vizuální reprezentace cílových bodů. Jejich interpretace uživatelem je však složitá, často je možné je převést v UI do úhlových jednotek.